# 10 Korpus Pancerny (ZSRR)
10 Dnieprowski Korpus Pancerny odznaczony Orderem Suworowa (ros. 10-й танковый Днепровский ордена Суворова корпус) – jednostka pancerna Armii Czerwonej z okresu II wojny światowej.

## Formowanie i walki
10 Korpus Pancerny został utworzony 15 maja 1942 roku.
W czasie walk Armii Czerwonej z armią niemiecką na ziemiach polskich 10 KPanc. wchodził w skład 5 Gwardyjskiej Armii Pancernej. Korpus dowodzony był przez gen. Sachno i uczestniczył w bitwach o Mławę, Nidzicę, Stębark, Ostródę, Morąg i Pasłęk.
Ostróda była silnym punktem oporu i ważnym węzłem komunikacyjny, bronionym przez liczny garnizon niemiecki. Po przeprowadzonym rozpoznaniu dowództwo zadecydowało o przeprowadzeniu szturmu na oddziały niemieckie nocą. W dwustronnym oskrzydleniu miasta uczestniczyły wszystkie jednostki Korpusu: 178 BPanc., 183 BPanc., 183 BPanc. i 11 BZ. Udany Szturm na pozycje niemieckie przeprowadzono 21 stycznia 1945 roku po nawale artyleryjskiej. Miasto zostało zdobyte, jednak w czasie działań bojowych zniszczeniu uległo około 60% zabudowy Ostródy. Za męstwo w czasie walk dwóm żołnierzom 10 KPanc. przyznano tytuły Bohatera Związku Radzieckiego.

## Dowództwo korpusu
Dowódcy:
- gen. lejtn. Wasilij Burkow (19.04.1942 – 21.08.1943)
- gen. lejtn. Wasilij Aleksiejew (21.08.1943 – 05.10.1943)
- gen. lejtn. Aleksiej Panfiłow (05.10.1943 – 25.04.1944)
- gen. mjr Matwiej Szaposznikow (26.04.1944 – 09.11.1944)[3]
- gen. mjr Michał Sachno (10.11.1944 – 30.06.1945)[4][5]

Szefowie sztabu:
- płk Wasilij Miełtow
- płk Władimir Woronczenko
- gen. mjr Matwiej Ławrinienko
- płk Nikołaj Omielustyj[4]

## Struktura organizacyjna
- 183 Brygada Pancerna (ros. 183-я танковая бригада)
- 186 Brygada Pancerna (ros. 186-я танковая бригада)
- 178 Brygada Pancerna Czołgów Ciężkich (ros. 178-я танковая бригада тяжелых танков)
- 11 Brygada Zmotoryzowana (ros. 11-я мотострелковая бригада)[6].